# جيمي غلاسر
جيمي غلاسر (بالإنجليزية: Jamie Glaser)‏ هو عازف جاز أمريكي وكندي، ولد في 21 يناير 1955.

## وصلات خارجية
- جيمي غلاسر على موقع ميوزك برينز (الإنجليزية)
- جيمي غلاسر على موقع أول ميوزيك (الإنجليزية)
- جيمي غلاسر على موقع ديسكوغز (الإنجليزية)